# 2009 par pays en Amérique

## Continent américain
- Mercredi 18 février 2009 : Selon un rapport du Programme des Nations unies pour l'environnement (PNUE), l'Amazonie est de plus en plus menacée par le développement économique, soulignant que 17 % des forêts de cette région ont déjà été détruites. En 2005, la déforestation accumulée dans ce vaste massif forestier partagé entre huit pays — Bolivie, Brésil, Colombie, Équateur, Guyana, Pérou, Surinam et Venezuela — avait déjà affecté plus de 857 000 km2, provoquant une réduction de 17 % du couvert végétal total. Le développement des activités économiques dans cette région de forêts humides, la construction d'infrastructures industrielles et de transport et l'augmentation de la population sont en cause. En 30 ans (1975 - 2005) la construction de routes dans l'Amazonie brésilienne a été multipliée par dix[1].

- Vendredi 17 avril 2009 : Réunion à Trinité-et-Tobago, du sommet des pays d'Amérique, au lendemain d'une poignée de mains entre les présidents Barack Obama et le Hugo Chávez.

- Mercredi 22 avril 2009 : La Banque mondiale, la Banque interaméricaine de développement et d'autres institutions multilatérales annoncent avoir débloqué jusqu'à 90 milliards de dollars sur les deux prochaines années pour les pays d'Amérique latine.

- Vendredi 5 juin 2009 : Un violent séisme de magnitude 6 s'est produit dans l'océan Atlantique, à l'est des Caraïbes.

- Mercredi 29 juillet 2009 : L'Amérique latine est la région du monde le plus touchée par la grippe A/H1N1 avec 550 morts sur les 819 enregistrés dans le monde. Parmi eux, l'Argentine (165 morts), le Mexique (138 morts), le Brésil (50 morts) et l'Uruguay (23 morts)[2].

## Îles britanniques
- Vendredi 27 février 2009 : Un puissant séisme de magnitude 6,3 s'est produit à 13H33 GMT à environ 10 km de profondeur, à 180 km à l'est de l'archipel, des Îles Sandwich du Sud

## République dominicaine
- Mercredi 27 mai 2009 : Deux premiers cas confirmés de grippe H1N1.

## États-Unis
Janvier -  Février -  Mars - Avril -  Mai - Juin - Juillet - Août - Septembre - Octobre - Novembre - Décembre

## Jamaïque
- Dimanche 19 avril 2009 : Prise d'otages au moment de l'embarquement, dans la soirée, dans un Boeing 737-800, avec 174 passagers et 8 membres d'équipage, de la compagnie CanJet à l'aéroport international Sangster de Montego Bay en direction d'Halifax (Canada). Exigeant qu'on le conduise à Cuba, le pirate de l'air a cependant après des négociations intensives, coordonnées par le premier ministre Bruce Golding et son ministre de la Sécurité nationale, Dwight Nelson, a finalement libéré ses derniers otages avant de se rendre à la police.

## Panama
- Jeudi 9 avril 2009 : Un tribunal américain a donné son accord à l'extradition de l'ex-dictateur panaméen Manuel Noriega (75 ans) vers la France, où il est poursuivi pour blanchiment d'argent et où il a été condamné par contumace en 1999 à dix ans de prison. L'ancien dictateur a fini de purger une peine de prison de dix-sept ans aux États-Unis pour trafic de drogue. Capturé par l'armée américaine lors de l'invasion du Panama en 1990, il avait été condamné en 1992 à 40 ans de prison, puis réduite à 17 ans pour bonne conduite.

- Samedi 4 juillet 2009 : Un séisme de magnitude 6 a frappé le Panama sans faire ni victimes ni dégâts. Son épicentre a été localisé à 97 kilomètres au nord-est de la capitale Panama.

## Porto Rico
- Lundi 19 janvier 2009 : Décès de l'ancien champion du monde des mi-lourds, le boxeur portoricain José Torres (72 ans), des suites d'une crise cardiaque. Médaille d'argent aux jeux Olympiques de Melbourne en 1956 alors qu'il représentait les États-Unis, il a remporté en 1965 le titre mondial WBA/WBC en battant Willie Pastrano par KO, puis a défendu sa couronne à trois reprises avant de céder sa ceinture en 1966 et de prendre sa retraite trois ans plus tard. Il a été intronisé à l'International Boxing Hall of Fame en 1997.

## Trinité-et-Tobago
- Vendredi 17 avril 2009 : Réunion du sommet des pays d'Amérique, au lendemain d'une poignée de mains entre les présidents Barack Obama et le Hugo Chávez.